# Lauromacromia melanica
Lauromacromia melanica – gatunek ważki z rodziny Synthemistidae. Znany tylko z miejsca typowego w gminie Conceição da Barra w stanie Espírito Santo w południowo-wschodniej Brazylii. Opisany na podstawie dwóch okazów muzealnych – holotypu i paratypu – samców odłowionych w grudniu 1969 roku.